# Luckner
(von) Luckner er en tysk slægt og en dansk adelsslægt tilhørende højadelen.
Slægten stammer fra Oberpfalz. Dens stamtavle begynder med Johann Jakob Luckner (1650-1707), der var borger, humlehandler og by-kæmmerer i Cham. Han var søn til Samuel Luckner (1683-1730). Hans søn, Nikolaus Luckner (1722-1794), blev kgl. fransk generalløjtnant, leder af den franske Rhinarme og marskal af Frankrig. 22. april 1778 naturaliseredes han som dansk adelsmand, blev friherre og ophøjedes 30. marts 1784 til dansk greve.
Han var far til flere børn. En af hans døter, Sophie Agnese komtesse Luckner (1759-1847), ægtede domherre, grev Ludvig Moltke (1745-1824). En anden af hans døtre, Nicoline Wilhelmine komtesse Luckner (1780-1873), ægtede grev Frederik Anton Wedel-Jarlsberg. Hans ældste søn var amtmand, grev Nikolaus Godefridus von Luckner (1750–1824), som var far til ritmester, grev Ferdinand Wilhelm Christopher von Luckner (1797-1836), far til grev Nicolaus von Luckner (1820-1880), der var far til grev Ferdinand Friedrich Ernst von Luckner (1854-1899), og til grev Heinrich Ludwig Wilhelm Georg von Luckner (1833-1919), som var far til søhelten, grev Felix Alexander Nikolaus von Luckner (1881-1966).
En yngre søn af Nikolaus Luckner var dansk diplomat, grev Ferdinand Wilhelm Christoph von Luckner (1762-1815), som var far til ligeledes dansk diplomat, grev Johann Heinrich Wilhelm von Luckner (1805-1865). Denne var far til greverne Nikolaus Alfred Arthur von Luckner (1838-1864) og Nikolaus Rudolf Gustav Alfred Felix von Luckner (1849-1902), som opførte Schloss Altfranken, og som var far til grev Nikolaus Felix von Luckner (1884-1957), der var den sidste indehaver af Schloss Altfranken.
To medlemmer af slægten har opnået at blive provst for Kloster Uetersen: Grev Ernst Günther von Luckner (1919-1993) og dennes søn, grev Hubertus von Luckner (født 1954).
Slægten, som stadig har efterkommere i Danmark, er beskrevet i Danmarks Adels Aarbog 1941, s. 49; 1958-59, s. 60 og 1967, s. 21.